# バングズーム! エンタテイメント
株式会社バングズーム! エンタテイメント （Bang Zoom! Entertainment.Inc）は、アメリカ合衆国の総合制作会社。ADRの録音制作を主とし、日本のアニメ作品の英語版を手がけることが多い。1993年にエリック・P・シャーマンと坂本佳栄子によって設立された。ほかに声優ワークショップも運営している。

## アドベンチャーズ・イン・ボイス・アクティング
2006年9月、バングズーム! は、100人近くの声優・プロデューサー・キャスティング・ディレクターにインタビューする企画をAdventures in Voice Acting: Anime, Games and AnimationとしてDVDリリースしようとしている。多くのインタビューは自身のrespectiveスタジオで行われた。予告編には、スティーヴン・ブルーム、ウェンディー・リー、トム・ケニーといった多くの声優に対するインタビューが収録されると予告があった。このDVDは2008年7月3日に発売された。

## 携わった作品

### テレビアニメ
1999年
- 魔法騎士レイアース

2000年
- アークザラッド
- るろうに剣心 -明治剣客浪漫譚-

2001年
- Night Walker -真夜中の探偵-

2002年
- X - エックス -
- 鉄コミュニケイション
- コスモウォーリアー零
- SAMURAI GIRL リアルバウトハイスクール
- バビル2世（2001年）
- ヴァンドレッド
- ヴァンドレッド the second stage

2003年
- 藍より青し
- アルジェントソーマ
- Witch Hunter ROBIN
- おねがい☆ティーチャー
- 臣士魔法劇場 リスキー☆セフティ
- ガンフロンティア
- 十二国記
- スクライド
- ちょびっツ
- Heat Guy-J
- フィギュア17 つばさ&ヒカル
- 炎の蜃気楼
- まほろまてぃっく
- まほろまてぃっく〜もっと美しいもの〜
- LAST EXILE
- ラブひな クリスマススペシャル 〜サイレント・イヴ〜
- ラブひな 春スペシャル 〜キミ サクラチルナカレ!!〜
- 陸上防衛隊まおちゃん
- ワイルドアームズ トワイライトヴェノム

2004年
- 藍より青し〜縁〜
- 宇宙のステルヴィア
- おねがい☆ツインズ
- GAD GUARD
- ガングレイヴ
- 真月譚 月姫
- SPACE PIRATE CAPTAIN HERLOCK
- BURN-UP SCRAMBLE
- まほろまてぃっく夏のTVスペシャル「えっちなのはいけないと思います!」

2005年
- IGPX
- OVERMANキングゲイナー
- お伽草子
- 巌窟王
- グレネーダー 〜ほほえみの閃士（せんし）〜
- 絢爛舞踏祭 ザ・マーズ・デイブレイク
- 最遊記RELOAD
- サムライチャンプルー
- スクラップド・プリンセス
- 蒼穹のファフナー
- 天上天下
- 花右京メイド隊 La Verite
- プラネテス

2006年
- 神無月の巫女
- 交響詩篇エウレカセブン
- 最遊記RELOAD GUNLOCK
- ジャングルはいつもハレのちグゥ
- Paradise Kiss
- ハローキティのスタンプヴィレッジ
- Fate/stay night

2007年
- 涼宮ハルヒの憂鬱
- TOKKO 特公
- ひぐらしのなく頃に
- ローゼンメイデン
- ローゼンメイデン トロイメント

2008年
- 精霊の守り人
- 天元突破グレンラガン[4]
- 天保異聞 妖奇士
- 魔法少女隊アルス
- 魔法少女リリカルなのは
- らき☆すた
- イナズマイレブン

2009年
- 魔法少女リリカルなのはA's
- 無限の住人

2010年
- 涼宮ハルヒの憂鬱（2009年版）
- ヴァンパイア騎士

2011年
- けいおん!
- STAR DRIVER 輝きのタクト（英語字幕版制作）
- 侵略!イカ娘
- デュラララ!!
- ヴァンパイア騎士 Guilty
- Martha and Friends
- ローゼンメイデン オーベルテューレ

2012年
- けいおん!!
- ペルソナ4
- 魔法少女まどか★マギカ
- まほろまてぃっく ただいま◇おかえり

2013年
- ソードアート・オンライン
- ぬらりひょんの孫

2014年
- ドラえもん（2005年版）
- マギ The labyrinth of magic
- 四月は君の嘘

2015年
- 凪のあすから
- Fate/stay night [Unlimited Blade Works]
- マギ The kingdom of magic
- 結城友奈は勇者である
- 学戦都市アスタリスク

2016年
- HUNTER×HUNTER（第2作）
- ラブライブ!
- ラブライブ! 2nd Season

2018年
- はたらく細胞

2019年
- 鬼滅の刃

### OVA
1999年
- Ninja者

2000年
- 覚悟のススメ
- ジャングルDEいこう!
- 超獣伝説ゲシュタルト

2001年
- 快刀乱麻 THE ANIMATION
- からくりの君（1話分）
- MEZZO FORTE

2002年
- イース
- エクスドライバー（6話分）

2003年
- アイドルプロジェクト
- イース 天空の神殿〜アドル・クリスティンの冒険〜
- ラブひな Again

2004年
- I'll/CKBC
- ここはグリーンウッド（6話分）※メデイアブラスター版
- サブマリン707R
- ちびっツ
- 八雲立つ

2005年
- コゼットの肖像
- 新ゲッターロボ

2006年
- 鴉 -KARAS-
- Phantom -PHANTOM THE ANIMATION-

2007年
- ジャングルはいつもハレのちグゥ デラックス
- テイルズ オブ ファンタジア THE ANIMATION

2008年
- KITE LIBERATOR
- ストレイト・ジャケット
- 天保異聞 妖奇士 奇士神曲

### 劇場アニメ
2002年
- ガンドレス

2003年
- カードキャプターさくら 封印されたカード
- ケロちゃんにおまかせ!
- サクラ大戦 活動写真

2004年
- エクスドライバー the Movie
- エクスドライバー Nina&Rei Danger Zone
- 機動戦士ガンダムF91

2010年
- 涼宮ハルヒの消失

2011年
- 鉄拳 ブラッド・ベンジェンス
- REDLINE
- 秒速5センチメートル※バンダイ・エンタテイメント版

2012年
- バイオハザード ダムネーション
- ホッタラケの島 〜遥と魔法の鏡〜

2013年
- 映画けいおん!

2014年
- 劇場版 魔法少女まどか☆マギカ [前編] 始まりの物語
- 劇場版 魔法少女まどか☆マギカ [後編] 永遠の物語
- STAND BY ME ドラえもん

2015年
- ジョバンニの島
- 劇場版 魔法少女まどか☆マギカ [新編] 反逆の物語
- ミニオンズ※日本語吹替版
- ラブライブ!The School Idol Movie

2016年
- GAMBA ガンバと仲間たち※グラインドストーン・エンターテインメント・グループ版

### Webアニメ
2007年
- FLAG

2011年
- 涼宮ハルヒちゃんの憂鬱
- にょろーん ちゅるやさん

2014年
- スシニンジャ

### ゲーム
1994年
- アースワームジム

2004年
- グローランサーIII

2006年
- IGPX
- サムライチャンプルー HIPHOPサムライアクション
- .hack//G.U. Vol.2//Reminisce

2007年
- en:Age of Elements
- エウレカセブン TR1:NEW WAVE
- エウレカセブン NEW VISION
- .hack//G.U. Vol.3 歩くような速さで

2008年
- BLAZBLUE CALAMITY TRIGGER

2009年
- マグナカルタ2
- ルーンファクトリー フロンティア

2010年
- ゴッドイーターバースト
- サクラ大戦V 〜さらば愛しき人よ〜
- スタークラフト2
- トリニティ・ユニバース
- 魔人と失われた王国
- ロケットナイト

2011年
- アルトネリコ3 世界終焉の引鉄は少女の詩が弾く

2013年
- リーグ・オブ・レジェンズ

### 吹き替え
1998年
- Zero WOMAN II 警視庁0課の女

1999年
- 魔界転生 THE ARMAGEDDON

2001年
- ゼイラム2
- ブローバック2 夕陽のギャングたち
- 魔界転生 THE ARMAGEDDON 魔道変

2002年
- Zero WOMAN III 警視庁0課の女

2004年
- ALIVE

2005年
- スカイハイ 劇場版
- 地球防衛軍
- 着信アリ

2006年
- デス・トランス

2009年
- 東京ゾンビ

2010年
- デスカッパ

2013年
- 還珠姫 〜プリンセスのつくりかた〜
- デッド寿司

2019年
- 恋するアプリ Love Alarm